# Clima do Ceará

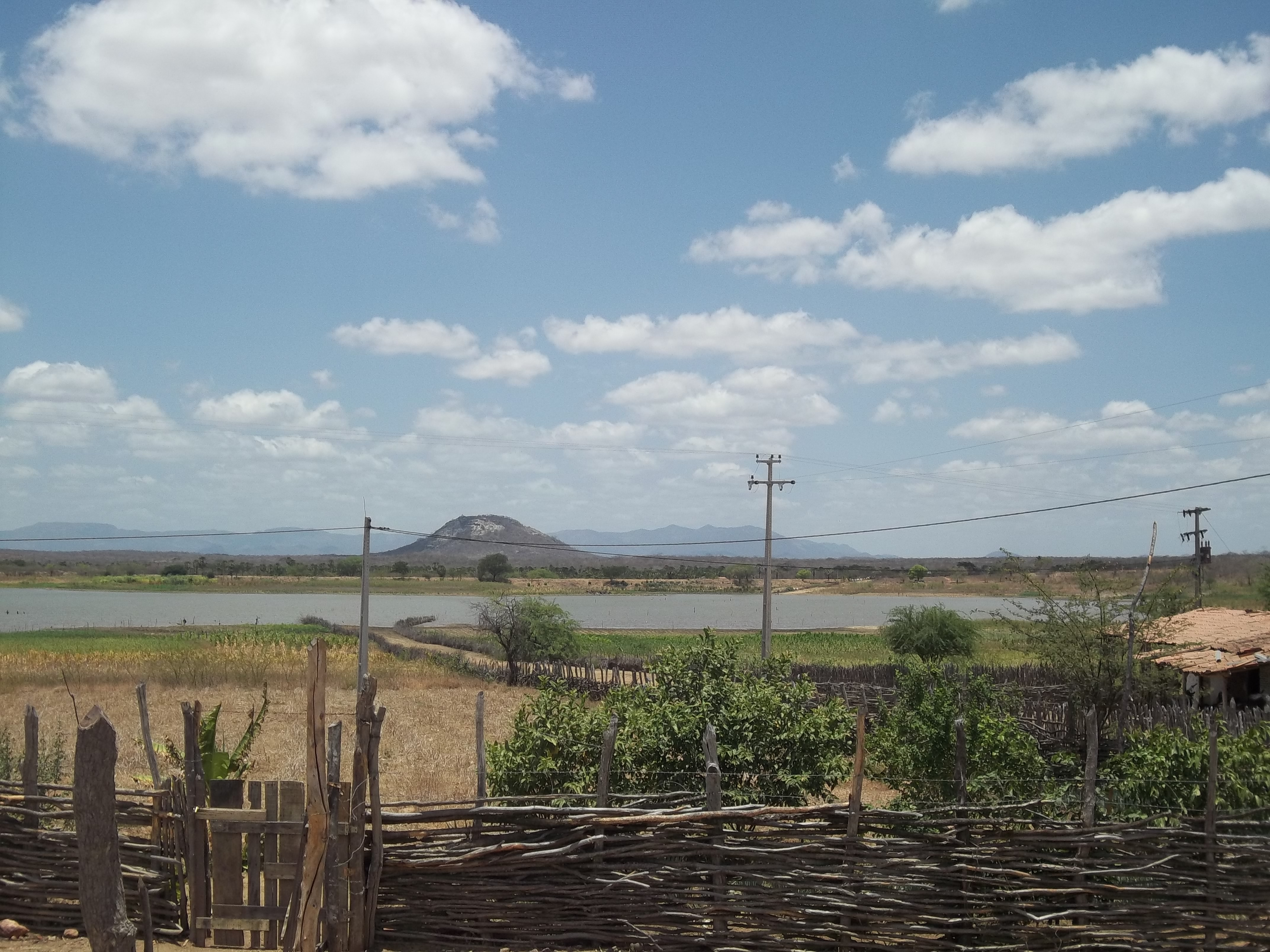
Canindé, no sertão central cearense.

O Clima do Ceará, estado localizado no nordeste do Brasil, é majoritariamente classificado como tropical semiárido. Caracteriza-se por temperaturas elevadas ao longo de todo o ano, com pouca variação sazonal. As médias térmicas costumam oscilar entre 26°C e 28°C, sendo as mais altas do país. Esta característica é influenciada pela proximidade com a Linha do Equador e pela ausência de barreiras geográficas que possam amortecer a ação direta dos raios solares.
Uma das principais características do clima cearense é a irregularidade das chuvas. A região enfrenta longos períodos de estiagem, especialmente durante o segundo semestre do ano, o que resulta em secas prolongadas e impactos significativos na agricultura e no abastecimento de água. No entanto, durante a estação chuvosa, que geralmente ocorre de fevereiro a maio, há um aumento nas precipitações, proporcionando um alívio temporário para a aridez do ambiente. Essas chuvas são geralmente concentradas em curtos períodos e podem ser acompanhadas por tempestades elétricas.
Além disso, o Ceará está sujeito à influência de fenômenos climáticos como o El Niño e a Oscilação Decadal do Pacífico, que podem alterar significativamente os padrões de chuva e temperatura na região. Outro aspecto importante a ser considerado é a presença de brisas marítimas que amenizam as temperaturas nas áreas litorâneas, proporcionando um clima mais ameno em relação ao interior do estado. Em resumo, o clima do Ceará é caracterizado por altas temperaturas, baixa umidade do ar e chuvas irregulares, fatores que influenciam diretamente a vida e as atividades econômicas da população local.

## Determinantes
Situado entre as latitudes 2ºS e 7ºS, sua localização próxima à Linha do Equador torna-o suscetível à influência direta dos ventos alísios, que desempenham um papel significativo no acentuamento do regime eólico regional. A maior parte de sua vasta extensão territorial é dominada pelo clima semiárido, resultando em uma marcante incidência de secas periódicas, desafiando a resiliência da região.
Porém, existe uma notável exceção nesse panorama climático. A parcela úmida e subúmida do estado concentra-se especialmente ao longo do litoral e em áreas de maior elevação topográfica. Essas regiões, favorecidas por uma precipitação mais generosa e condições climáticas mais amenas, contrastam vivamente com a aridez predominante em outras partes do Ceará. Esta diversidade climática não apenas influencia a paisagem, mas também desempenha um papel crucial nas atividades econômicas e na vida cotidiana da população, moldando as características únicas deste estado brasileiro.
As áreas úmidas do Ceará abrangem regiões de maior altitude, além das porções do litoral cearense. O período de chuvas estende-se de janeiro a julho, com uma pré-estação chuvosa em dezembro. Nessas regiões, os índices pluviométricos anuais ultrapassam os 900 mm, assegurando a umidade local por aproximadamente seis meses. 
Dois sistemas meteorológicos desempenham um papel predominante na ocorrência de chuvas no estado: a Zona de Convergência Intertropical (ZCIT), que traz umidade à região durante o auge de sua oscilação no hemisfério Sul, e a massa Equatorial Atlântica, responsável pelo transporte de ventos alísios úmidos. 
Nas áreas elevadas do estado, a orografia é responsável pela umidade em diferentes maciços residuais encontrados na Depressão Sertaneja. Por outro lado, o semiárido, caracterizado pela escassez hídrica ao longo do ano, predomina em grande parte do estado, especialmente em sua região central. Cerca de 92% do território cearense apresenta esse tipo de clima, afetando especialmente os sopés de serras e a região da Depressão Sertaneja com maior intensidade. 
A amplitude térmica anual na região é baixa, contrastando com as taxas de evapotranspiração. Enquanto o período chuvoso se estende por três a cinco meses (geralmente de fevereiro a abril), a seca pode persistir por até nove meses no estado. Em condições normais de chuvas, os índices pluviométricos situam-se entre 500 e 800 mm, resultando em um déficit hídrico prejudicial para a agricultura e a população residente no semiárido.

### Seca
A preocupação predominante da população cearense é a seca. Entre 1991 e 2012, foram registrados mais de 1700 casos de estiagem e seca no estado. Com exceção de Eusébio, na Região Metropolitana de Fortaleza, todos os municípios do Ceará registraram ocorrências nesse período. Apenas no ano de 2012, 178 das 184 cidades cearenses declararam situação de emergência devido à falta de chuvas. Os municípios com o maior número de registros de estiagem e seca nesses 22 anos foram Tauá (19 casos), Mombaça (18 casos), Caridade (17 casos), Acopiara, Catunda, Madalena, Pedra Branca e Penaforte (16 casos), todos situados no Sertão Cearense.